# نظامی رمزی
نظامی رمزی (ترکی آذربایجانی: Nizami Rəmzi; ۲۰ دسامبر ۱۹۴۷ – ۱۹ ژانویهٔ ۱۹۹۷) خوانندگی اهل اتحاد جماهیر شوروی سوسیالیستی بود. وی بین سال‌های ۱۹۸۸ تا ۱۹۹۷ میلادی فعالیت می‌کرد. او در زمره افراد شناخته شده در زمینه اجرای موسیقی میخانه‌ای است.

## زندگی
رمزی پس از اتمام مدرسه فنی در سال ۱۳۴۶ کار خود را به عنوان راننده آغاز کرد. در سال ۱۳۶۷ گروه فولکلور «میخانه» را ایجاد کرد. در ۲۸ دی ماه ۱۳۷۶ رمزی به همراه کبیر مجری میخانا بر اثر سانحه رانندگی کشته شد.